# Anthophora hispaniola
Anthophora hispaniola là một loài Hymenoptera trong họ Apidae. Loài này được Brooks mô tả khoa học năm 1999.